# Sarezzo
Sarezzo est une commune italienne de la province de Brescia, dans la région Lombardie.

## Administration
| Période                                  | Période | Identité | Étiquette | Qualité |
| ---------------------------------------- | ------- | -------- | --------- | ------- |
|                                          |         |          |           |         |
| Les données manquantes sont à compléter. |         |          |           |         |

### Hameaux
Zanano, Ponte Zanano, Noboli, Valle di Sarezzo

### Communes limitrophes
Brione (Brescia), Gardone Val Trompia, Lumezzane, Marcheno, Polaveno, Villa Carci

## Jumelages
- Oberhaslach (France) depuis le 2 juin 2007.